# Heinrich Köhler (Schriftsteller)
Heinrich Köhler (auch: Heinrich Koehler; * 7. Januar 1852 in Potsdam; † 6. Oktober 1920 ebenda) war ein deutscher Schriftsteller.

## Leben
Heinrich Köhler war der Sohn eines Schneidermeisters. Er erhielt seine schulische Ausbildung in seiner Heimatstadt Potsdam, war aber ab 1872 durch eine schwere Erkrankung in seiner Lebensweise beeinträchtigt. Er bildete sich – vor allem auf literarischem Gebiet – autodidaktisch weiter und begann 1874, literarische Arbeiten zu veröffentlichen. Seit 1886 war er verheiratet; aus der Ehe ging ein Sohn hervor. Sein umfangreiches, vorwiegend der Unterhaltungsliteratur zuzurechnendes Werk umfasst Romane und Erzählungen.

## Werke
| - Herz und Pflicht, Berlin 1879 - Allein in der Welt, Hillger, Berlin 1889 - Launige Geschichten, Leipzig 1883 - Der neue Hauslehrer. Am Meer, Berlin 1883 - Novellen-Mappe, Dresden 1884 - Joseph Bärenfuß, Leipzig 1886 - Katastrophen, Leipzig 1886 - Waldelse, Berlin 1886 - In geistiger Irre, Leipzig 1889 - Die Erbin, Leipzig 1895 - Aus dem Leben, Stuttgart 1896 - Bis vors Schwurgericht, Stuttgart 1896 - Die Tochter der Wäscherin, Stuttgart 1896 - Die Giftmischerin, Stuttgart 1897 - Ein Sensationsprozeß, Berlin 1900 - Der Troubadour, Berlin 1900 - Verschlungene Schicksale, Berlin [u. a.] 1900 - Die Gouvernante, Berlin 1901 - Der neue Ekkehard. Herzenskämpfe, Reutlingen 1902 - Eine Vernunftheirat, Reutlingen 1902 - Verbannt, Reutlingen 1903 - Alice Enghers, Reutlingen 1904 - Lynchjustiz. Kastor und Pollux, Heilbronn 1904 - Freigesprochen, Mülheim a.d. Ruhr 1905 - Das Haus Brieger & Söhne, Reutlingen 1905 - Die Kaiserin von China, Reutlingen 1905 - Herzenskrisen, Reutlingen 1906 - Ein idealer Mann, Berlin 1906 - Gedankensünde, Berlin 1907 - Trugbilder, Berlin 1908 - In schwerer Stunde, Berlin [u. a.] 1909 - Hypnotisiert, Mülheim/Ruhr 1910 - In der Ruinenstadt, Reutlingen 1910 - Regina bella, Reutlingen 1910 - Ein Zwischenfall, Reutlingen 1910 - „Im Kampf des Lebens“, Kevelaer 1912 - Frau Dora, Berlin [u. a.] 1913 - Frauenrache, Heilbronn 1914 - Geprüfte Herzen, Berlin 1914 - Margarete, Reutlingen 1914 - Ohne Kompaß, Berlin [u. a.] 1914 - Selbst gerichtet, Heilbronn 1914 - Stürme des Herzens, Berlin 1914 - Blazek, der Märtyrer. Erlöst, Kevelaer 1915 - Im heiligen Rußland, Dresden 1915 - Im Stillen Ozean, Heilbronn 1915 - Röschen. Ein bedrängter Feind ist kein Feind, Kevelaer 1915 - Eine Täuschung, Dresden 1915 | - Wiedergefunden, Dresden 1915 - Anita, Lübeck 1916 - Auf Schloß Wangenrode, Dresden 1916 - Ein Freundesopfer, Dresden 1916 - Glauben und Sühne, Dresden 1916 - Ein Irrtum, Mignon Dresden-A. 1916 - Ein Opfer, Dresden 1916 - Schwester Cäcilie, Dresden-A. 1916 - Von Stufe zu Stufe, Lübeck 1916 - Wahlverwandt, Dresden 1916 - Nach schwerem Kampf, Lübeck 1917 - Spät gefunden, Lübeck 1917 - Ein Waldidyll, Lübeck 1917 - Was Liebe vermag, Dresden 1917 - Ältere Fesseln, Dresden 1918 - Auf der Brautschau, Dresden 1918 - Auf Hawai, Dresden 1918 - Künstlerblut, Dresden 1918 - Nach Jahren, Dresden 1918 - Nemesis, Siegmar-Chemnitz 1918 - Die Verlobten, Dresden 1918 - Eine versunkene Welt, Hillger, Berlin 1918 - Auf abschüssiger Bahn, Dresden 1919 - Der Ehre wegen, Leipzig 1919 - Entsagung, Lübeck 1919 - Der Fall Grüneisen, Leipzig 1919 - Das Geheimnis der Sängerin, Dresden 1919 - Mathilde, Lübeck 1919 - Der Muschik, Dresden 1919 - Die Novize, Leipzig 1919 - Die Rache des Farmers, Dresden 1919 - Seelenkämpfe, Leipzig 1919 - Titania, Dresden 1919 - Die Tochter des Admirals, Reutlingen 1919 - Untrennbar, Dresden 1919 - Vor dem höheren Richter, Leipzig 1919 - Eine geschiedene Frau, Leipzig 1920 - Die schöne Elsa, Mignon, Dresden 1920 - Spätes Finden, Heilbronn a. Neckar 1920 - Gefunden, Leipzig-Stö. 1921 - Eine Schuld, Leipzig 1921 - Versäumtes Glück, Reutlingen 1921 - Der Weg zum Glück, Heilbronn 1921 - Der Oberförster, Dresden 1922 - Ein Sonderling, Dresden 1922 - Illusionen, Reutlingen 1924 - Geläutert, Heilbronn a.N. 1925 |

## Übersetzungen
- Thérèse Bentzon: Um ein Phantom, Kevelaer 1912
- André Theuriet: Die Schwestern, Berlin [u. a.] 1910